# Paris-Nice de 2023
A 81.ª edição da Paris-Nice foi uma corrida de ciclismo de estrada por etapas que se celebrou entre 5 e 12 de março de 2023 na França com início na cidade La Verrière e final na cidade de Nice sobre um percurso de 1089 quilómetros.
A corrida fez parte do UCI WorldTour de 2023, calendário ciclístico de máximo nível mundial, sendo a sexta corrida de dito circuito e foi vencida pelo esloveno Tadej Pogačar do UAE Emirates. Completaram o pódio, como segundo e terceiro classificado respectivamente, o francês David Gaudu do Groupama-FDJ e o dinamarquês Jonas Vingegaard do Jumbo-Visma.

## Equipas participantes
Tomaram parte na corrida 22 equipas: 18 de categoria UCI WorldTeam e 4 de categoria UCI ProTeam. Formaram assim um pelotão de 154 ciclistas dos que acabaram 117. As equipas participantes foram:
| Equipes WorldTeam (18)- AG2R Citroën Team - Alpecin-Deceuninck - Astana Qazaqstan Team - Bora-Hansgrohe - EF Education-EasyPost - Groupama-FDJ - Ineos Grenadiers - Intermarché-Circus-Wanty - Jumbo-Visma - Movistar Team - Soudal Quick-Step - Arkéa-Samsic - Bahrain Victorious - Cofidis - Team DSM - Team Jayco AlUla - Trek-Segafredo - UAE Team Emirates Equipes ProTeam (4)- Lotto Dstny - TotalEnergies - Israel-Premier Tech - Uno-X Pro Cycling Team |
| |

## Percurso
A Paris-Nice dispôs de oito etapas para um percurso total de 1089 quilómetros.
| Etapa | Data    | Percurso                                               | type                       | Distância (km) | Elevação (m) | Vencedor              | Líder geral   |
| ----- | ------- | ------------------------------------------------------ | -------------------------- | -------------- | ------------ | --------------------- | ------------- |
| 1     | 5 mar.  | La Verrière – La Verrière                              | etapa escarpada            | 169,4          | 1 405 m      | Tim Merlier           | Tim Merlier   |
| 2     | 6 mar.  | Bazainville – Fontainebleau                            | etapa plana                | 163,7          | 815 m        | Mads Pedersen         | Mads Pedersen |
| 3     | 7 mar.  | Dampierre-en-Burly – Dampierre-en-Burly                | contrarrelógio por equipes | 32,2           | 146 m        | Jumbo-Visma           | Magnus Cort   |
| 4     | 8 mar.  | Saint-Amand-Montrond – La Loge des Gardes              | média montanha             | 164,7          | 2 470 m      | Tadej Pogačar         | Tadej Pogačar |
| 5     | 9 mar.  | Saint-Symphorien-sur-Coise – Saint-Paul-Trois-Châteaux | etapa escarpada            | 212,4          | 1 958 m      | Olav Kooij            | Tadej Pogačar |
| 6     | 10 mar. | Tourves – La Colle-sur-Loup                            | etapa escarpada            | 197,4          | 1 216 m      | cancelamento da etapa | Tadej Pogačar |
| 7     | 11 mar. | Nice – Col de la Couillole                             | alta montanha              | 142,9          | 3 554 m      | Tadej Pogačar         | Tadej Pogačar |
| 8     | 12 mar. | Nice – Nice                                            | alta montanha              | 118,4          | 2 465 m      | Tadej Pogačar         | Tadej Pogačar |

## Desenvolvimento da corrida

### 1.ª etapa
| La Verrière - La Verrière | etapa escarpada | (169,4 km) |

| \| Classificação por etapas \| Classificação por etapas \| Classificação por etapas \| Classificação por etapas \| Classificação por etapas \| \| Ciclista \| Ciclista \| Equipe \| Tempo \| \| \| ------------------------ \| ------------------------ \| ------------------------ \| ------------------------ \| ------------------------ \| \| 1. \| Tim Merlier \| Soudal Quick-Step \| 3h50m52s \| \| \| 2. \| Sam Bennett \| Bora-Hansgrohe \| + 0s \| \| \| 3. \| Mads Pedersen \| Trek-Segafredo \| + 0s \| \| \| 4. \| Olav Kooij \| Jumbo-Visma \| + 0s \| \| \| 5. \| Arnaud De Lie \| Lotto Dstny \| + 0s \| \| \| 6. \| Michael Matthews \| Team Jayco AlUla \| + 0s \| \| \| 7. \| Bryan Coquard \| Cofidis \| + 0s \| \| \| 8. \| Iván García Cortina \| Movistar Team \| + 0s \| \| \| 9. \| Kaden Groves \| Alpecin-Deceuninck \| + 0s \| \| \| 10. \| Arnaud Démare \| Groupama-FDJ \| + 0s \| \| |                     |                    |          |
| |                     |                    |          |
| Fonte: ProCyclingStats |                     |                    |          |
| Classificação por etapas |                     |                    |          |
| Ciclista | Ciclista            | Equipe             | Tempo    |
| 1. | Tim Merlier         | Soudal Quick-Step  | 3h50m52s |
| 2. | Sam Bennett         | Bora-Hansgrohe     | + 0s     |
| 3. | Mads Pedersen       | Trek-Segafredo     | + 0s     |
| 4. | Olav Kooij          | Jumbo-Visma        | + 0s     |
| 5. | Arnaud De Lie       | Lotto Dstny        | + 0s     |
| 6. | Michael Matthews    | Team Jayco AlUla   | + 0s     |
| 7. | Bryan Coquard       | Cofidis            | + 0s     |
| 8. | Iván García Cortina | Movistar Team      | + 0s     |
| 9. | Kaden Groves        | Alpecin-Deceuninck | + 0s     |
| 10. | Arnaud Démare       | Groupama-FDJ       | + 0s     |

| \| Classificação geral \| Classificação geral \| Classificação geral \| Classificação geral \| Classificação geral \| \| Ciclista \| Ciclista \| Equipe \| Tempo \| \| \| ------------------- \| ------------------- \| ------------------- \| ------------------- \| ------------------- \| \| 1. \| Tim Merlier \| Soudal Quick-Step \| 3h50m52s \| \| \| 2. \| Sam Bennett \| Bora-Hansgrohe \| + 4s \| \| \| 3. \| Tadej Pogačar \| UAE Team Emirates \| + 4s \| \| \| 4. \| Mads Pedersen \| Trek-Segafredo \| + 6s \| \| \| 5. \| Pierre Latour \| TotalEnergies \| + 6s \| \| \| 6. \| Dorian Godon \| AG2R Citroën Team \| + 8s \| \| \| 7. \| Olav Kooij \| Jumbo-Visma \| + 10s \| \| \| 8. \| Arnaud De Lie \| Lotto Dstny \| + 10s \| \| \| 9. \| Michael Matthews \| Team Jayco AlUla \| + 10s \| \| \| 10. \| Bryan Coquard \| Cofidis \| + 10s \| \| |                  |                   |          |
| |                  |                   |          |
| Fonte: ProCyclingStats |                  |                   |          |
| Classificação geral |                  |                   |          |
| Ciclista | Ciclista         | Equipe            | Tempo    |
| 1. | Tim Merlier      | Soudal Quick-Step | 3h50m52s |
| 2. | Sam Bennett      | Bora-Hansgrohe    | + 4s     |
| 3. | Tadej Pogačar    | UAE Team Emirates | + 4s     |
| 4. | Mads Pedersen    | Trek-Segafredo    | + 6s     |
| 5. | Pierre Latour    | TotalEnergies     | + 6s     |
| 6. | Dorian Godon     | AG2R Citroën Team | + 8s     |
| 7. | Olav Kooij       | Jumbo-Visma       | + 10s    |
| 8. | Arnaud De Lie    | Lotto Dstny       | + 10s    |
| 9. | Michael Matthews | Team Jayco AlUla  | + 10s    |
| 10. | Bryan Coquard    | Cofidis           | + 10s    |

### 2.ª etapa
| Bazainville - Fontainebleau | etapa plana | (163,7 km) |

| \| Classificação por etapas \| Classificação por etapas \| Classificação por etapas \| Classificação por etapas \| Classificação por etapas \| \| Ciclista \| Ciclista \| Equipe \| Tempo \| \| \| ------------------------ \| ------------------------ \| ------------------------ \| ------------------------ \| ------------------------ \| \| 1. \| Mads Pedersen \| Trek-Segafredo \| 3h28m57s \| \| \| 2. \| Olav Kooij \| Jumbo-Visma \| + 0s \| \| \| 3. \| Magnus Cort \| EF Education-EasyPost \| + 0s \| \| \| 4. \| Daniel McLay \| Arkéa-Samsic \| + 0s \| \| \| 5. \| Lionel Taminiaux \| Alpecin-Deceuninck \| + 0s \| \| \| 6. \| Michael Matthews \| Team Jayco AlUla \| + 0s \| \| \| 7. \| Marijn van den Berg \| EF Education-EasyPost \| + 0s \| \| \| 8. \| Cees Bol \| Astana Qazaqstan Team \| + 0s \| \| \| 9. \| Alexis Renard \| Cofidis \| + 0s \| \| \| 10. \| Arnaud Démare \| Groupama-FDJ \| + 0s \| \| |                     |                       |          |
| |                     |                       |          |
| Fonte: ProCyclingStats |                     |                       |          |
| Classificação por etapas |                     |                       |          |
| Ciclista | Ciclista            | Equipe                | Tempo    |
| 1. | Mads Pedersen       | Trek-Segafredo        | 3h28m57s |
| 2. | Olav Kooij          | Jumbo-Visma           | + 0s     |
| 3. | Magnus Cort         | EF Education-EasyPost | + 0s     |
| 4. | Daniel McLay        | Arkéa-Samsic          | + 0s     |
| 5. | Lionel Taminiaux    | Alpecin-Deceuninck    | + 0s     |
| 6. | Michael Matthews    | Team Jayco AlUla      | + 0s     |
| 7. | Marijn van den Berg | EF Education-EasyPost | + 0s     |
| 8. | Cees Bol            | Astana Qazaqstan Team | + 0s     |
| 9. | Alexis Renard       | Cofidis               | + 0s     |
| 10. | Arnaud Démare       | Groupama-FDJ          | + 0s     |

| \| Classificação geral \| Classificação geral \| Classificação geral \| Classificação geral \| Classificação geral \| \| Ciclista \| Ciclista \| Equipe \| Tempo \| \| \| ------------------- \| -------------------- \| --------------------- \| ------------------- \| ------------------- \| \| 1. \| Mads Pedersen \| Trek-Segafredo \| 7h19m35s \| \| \| 2. \| Tadej Pogačar \| UAE Team Emirates \| + 2s \| \| \| 3. \| Tim Merlier \| Soudal Quick-Step \| + 4s \| \| \| 4. \| Olav Kooij \| Jumbo-Visma \| + 8s \| \| \| 5. \| Sam Bennett \| Bora-Hansgrohe \| + 8s \| \| \| 6. \| Michael Matthews \| Team Jayco AlUla \| + 10s \| \| \| 7. \| Magnus Cort \| EF Education-EasyPost \| + 10s \| \| \| 8. \| Pierre Latour \| TotalEnergies \| + 10s \| \| \| 9. \| Dorian Godon \| AG2R Citroën Team \| + 12s \| \| \| 10. \| Nathan Van Hooydonck \| Jumbo-Visma \| + 12s \| \| |                      |                       |          |
| |                      |                       |          |
| Fonte: ProCyclingStats |                      |                       |          |
| Classificação geral |                      |                       |          |
| Ciclista | Ciclista             | Equipe                | Tempo    |
| 1. | Mads Pedersen        | Trek-Segafredo        | 7h19m35s |
| 2. | Tadej Pogačar        | UAE Team Emirates     | + 2s     |
| 3. | Tim Merlier          | Soudal Quick-Step     | + 4s     |
| 4. | Olav Kooij           | Jumbo-Visma           | + 8s     |
| 5. | Sam Bennett          | Bora-Hansgrohe        | + 8s     |
| 6. | Michael Matthews     | Team Jayco AlUla      | + 10s    |
| 7. | Magnus Cort          | EF Education-EasyPost | + 10s    |
| 8. | Pierre Latour        | TotalEnergies         | + 10s    |
| 9. | Dorian Godon         | AG2R Citroën Team     | + 12s    |
| 10. | Nathan Van Hooydonck | Jumbo-Visma           | + 12s    |

### 3.ª etapa
| Dampierre-en-Burly - Dampierre-en-Burly | contrarrelógio por equipes | (32,2 km) |

| \| Classificação por etapas \| Classificação por etapas \| Classificação por etapas \| Classificação por etapas \| Classificação por etapas \| Classificação por etapas \| \| Equipe \| Equipe \| Tempo \| Intervalo de tempo \| Rapidez \| \| \| ------------------------ \| ------------------------ \| ------------------------ \| ------------------------ \| ------------------------ \| ------------------------ \| \| 1. \| Jumbo-Visma \| 33m55s \| \| 56.963 km/h \| \| \| 2. \| EF Education-EasyPost \| 33m56s \| + 1s \| 56.935 km/h \| \| \| 3. \| Team Jayco AlUla \| 33m59s \| + 4s \| 56.851 km/h \| \| \| 4. \| Groupama-FDJ \| 34m09s \| + 14s \| 56.574 km/h \| \| \| 5. \| UAE Team Emirates \| 34m18s \| + 23s \| 56.327 km/h \| \| \| 6. \| Bora-Hansgrohe \| 34m20s \| + 25s \| 56.272 km/h \| \| \| 7. \| Soudal Quick-Step \| 34m34s \| + 39s \| 55.892 km/h \| \| \| 8. \| Trek-Segafredo \| 34m40s \| + 45s \| 55.731 km/h \| \| \| 9. \| Bahrain Victorious \| 34m42s \| + 47s \| 55.677 km/h \| \| \| 10. \| Ineos Grenadiers \| 34m43s \| + 48s \| 55.651 km/h \| \| |                       |        |                    |             |
| |                       |        |                    |             |
| Fonte: ProCyclingStats |                       |        |                    |             |
| Classificação por etapas |                       |        |                    |             |
| Equipe | Equipe                | Tempo  | Intervalo de tempo | Rapidez     |
| 1. | Jumbo-Visma           | 33m55s |                    | 56.963 km/h |
| 2. | EF Education-EasyPost | 33m56s | + 1s               | 56.935 km/h |
| 3. | Team Jayco AlUla      | 33m59s | + 4s               | 56.851 km/h |
| 4. | Groupama-FDJ          | 34m09s | + 14s              | 56.574 km/h |
| 5. | UAE Team Emirates     | 34m18s | + 23s              | 56.327 km/h |
| 6. | Bora-Hansgrohe        | 34m20s | + 25s              | 56.272 km/h |
| 7. | Soudal Quick-Step     | 34m34s | + 39s              | 55.892 km/h |
| 8. | Trek-Segafredo        | 34m40s | + 45s              | 55.731 km/h |
| 9. | Bahrain Victorious    | 34m42s | + 47s              | 55.677 km/h |
| 10. | Ineos Grenadiers      | 34m43s | + 48s              | 55.651 km/h |

| \| Classificação geral \| Classificação geral \| Classificação geral \| Classificação geral \| Classificação geral \| \| Ciclista \| Ciclista \| Equipe \| Tempo \| \| \| ------------------- \| -------------------- \| --------------------- \| ------------------- \| ------------------- \| \| 1. \| Magnus Cort \| EF Education-EasyPost \| \| \| \| 2. \| Nathan Van Hooydonck \| Jumbo-Visma \| + 1s \| \| \| 3. \| Michael Matthews \| Team Jayco AlUla \| + 3s \| \| \| 4. \| Jan Tratnik \| Jumbo-Visma \| + 3s \| \| \| 5. \| Jonas Vingegaard \| Jumbo-Visma \| + 3s \| \| \| 6. \| Simon Yates \| Team Jayco AlUla \| + 7s \| \| \| 7. \| Neilson Powless \| EF Education-EasyPost \| + 8s \| \| \| 8. \| Tobias Foss \| Jumbo-Visma \| + 8s \| \| \| 9. \| Kelland O'Brien \| Team Jayco AlUla \| + 11s \| \| \| 10. \| Tadej Pogačar \| UAE Team Emirates \| + 14s \| \| |                      |                       |       |
| |                      |                       |       |
| Fonte: ProCyclingStats |                      |                       |       |
| Classificação geral |                      |                       |       |
| Ciclista | Ciclista             | Equipe                | Tempo |
| 1. | Magnus Cort          | EF Education-EasyPost |       |
| 2. | Nathan Van Hooydonck | Jumbo-Visma           | + 1s  |
| 3. | Michael Matthews     | Team Jayco AlUla      | + 3s  |
| 4. | Jan Tratnik          | Jumbo-Visma           | + 3s  |
| 5. | Jonas Vingegaard     | Jumbo-Visma           | + 3s  |
| 6. | Simon Yates          | Team Jayco AlUla      | + 7s  |
| 7. | Neilson Powless      | EF Education-EasyPost | + 8s  |
| 8. | Tobias Foss          | Jumbo-Visma           | + 8s  |
| 9. | Kelland O'Brien      | Team Jayco AlUla      | + 11s |
| 10. | Tadej Pogačar        | UAE Team Emirates     | + 14s |

### 4.ª etapa
| Saint-Amand-Montrond - La Loge des Gardes | média montanha | (164,7 km) |

| \| Classificação por etapas \| Classificação por etapas \| Classificação por etapas \| Classificação por etapas \| Classificação por etapas \| \| Ciclista \| Ciclista \| Equipe \| Tempo \| \| \| ------------------------ \| ------------------------ \| ------------------------ \| ------------------------ \| ------------------------ \| \| 1. \| Tadej Pogačar \| UAE Team Emirates \| 4h01m17s \| \| \| 2. \| David Gaudu \| Groupama-FDJ \| + 1s \| \| \| 3. \| Gino Mäder \| Bahrain Victorious \| + 34s \| \| \| 4. \| Aurélien Paret-Peintre \| AG2R Citroën Team \| + 42s \| \| \| 5. \| Kévin Vauquelin \| Arkéa-Samsic \| + 43s \| \| \| 6. \| Jonas Vingegaard \| Jumbo-Visma \| + 43s \| \| \| 7. \| Romain Bardet \| Team DSM \| + 51s \| \| \| 8. \| Daniel Felipe Martínez \| Ineos Grenadiers \| + 51s \| \| \| 9. \| Simon Yates \| Team Jayco AlUla \| + 51s \| \| \| 10. \| Matteo Jorgenson \| Movistar Team \| + 51s \| \| |                        |                    |          |
| |                        |                    |          |
| Fonte: ProCyclingStats |                        |                    |          |
| Classificação por etapas |                        |                    |          |
| Ciclista | Ciclista               | Equipe             | Tempo    |
| 1. | Tadej Pogačar          | UAE Team Emirates  | 4h01m17s |
| 2. | David Gaudu            | Groupama-FDJ       | + 1s     |
| 3. | Gino Mäder             | Bahrain Victorious | + 34s    |
| 4. | Aurélien Paret-Peintre | AG2R Citroën Team  | + 42s    |
| 5. | Kévin Vauquelin        | Arkéa-Samsic       | + 43s    |
| 6. | Jonas Vingegaard       | Jumbo-Visma        | + 43s    |
| 7. | Romain Bardet          | Team DSM           | + 51s    |
| 8. | Daniel Felipe Martínez | Ineos Grenadiers   | + 51s    |
| 9. | Simon Yates            | Team Jayco AlUla   | + 51s    |
| 10. | Matteo Jorgenson       | Movistar Team      | + 51s    |

| \| Classificação geral \| Classificação geral \| Classificação geral \| Classificação geral \| Classificação geral \| \| Ciclista \| Ciclista \| Equipe \| Tempo \| \| \| ------------------- \| ---------------------- \| --------------------- \| ------------------- \| ------------------- \| \| 1. \| Tadej Pogačar \| UAE Team Emirates \| 11h55m00s \| \| \| 2. \| David Gaudu \| Groupama-FDJ \| + 10s \| \| \| 3. \| Jonas Vingegaard \| Jumbo-Visma \| + 44s \| \| \| 4. \| Simon Yates \| Team Jayco AlUla \| + 56s \| \| \| 5. \| Gino Mäder \| Bahrain Victorious \| + 1m19s \| \| \| 6. \| Romain Bardet \| Team DSM \| + 1m40s \| \| \| 7. \| Daniel Felipe Martínez \| Ineos Grenadiers \| + 1m40s \| \| \| 8. \| Matteo Jorgenson \| Movistar Team \| + 1m42s \| \| \| 9. \| Neilson Powless \| EF Education-EasyPost \| + 1m44s \| \| \| 10. \| Matteo Sobrero \| Team Jayco AlUla \| + 1m54s \| \| |                        |                       |           |
| |                        |                       |           |
| Fonte: ProCyclingStats |                        |                       |           |
| Classificação geral |                        |                       |           |
| Ciclista | Ciclista               | Equipe                | Tempo     |
| 1. | Tadej Pogačar          | UAE Team Emirates     | 11h55m00s |
| 2. | David Gaudu            | Groupama-FDJ          | + 10s     |
| 3. | Jonas Vingegaard       | Jumbo-Visma           | + 44s     |
| 4. | Simon Yates            | Team Jayco AlUla      | + 56s     |
| 5. | Gino Mäder             | Bahrain Victorious    | + 1m19s   |
| 6. | Romain Bardet          | Team DSM              | + 1m40s   |
| 7. | Daniel Felipe Martínez | Ineos Grenadiers      | + 1m40s   |
| 8. | Matteo Jorgenson       | Movistar Team         | + 1m42s   |
| 9. | Neilson Powless        | EF Education-EasyPost | + 1m44s   |
| 10. | Matteo Sobrero         | Team Jayco AlUla      | + 1m54s   |

### 5.ª etapa
| Saint-Symphorien-sur-Coise - Saint-Paul-Trois-Châteaux | etapa escarpada | (212,4 km) |

| \| Classificação por etapas \| Classificação por etapas \| Classificação por etapas \| Classificação por etapas \| Classificação por etapas \| \| Ciclista \| Ciclista \| Equipe \| Tempo \| \| \| ------------------------ \| ------------------------ \| ------------------------ \| ------------------------ \| ------------------------ \| \| 1. \| Olav Kooij \| Jumbo-Visma \| 5h19m54s \| \| \| 2. \| Mads Pedersen \| Trek-Segafredo \| + 0s \| \| \| 3. \| Tim Merlier \| Soudal Quick-Step \| + 0s \| \| \| 4. \| Matteo Trentin \| UAE Team Emirates \| + 0s \| \| \| 5. \| Max Kanter \| Movistar Team \| + 0s \| \| \| 6. \| Bryan Coquard \| Cofidis \| + 0s \| \| \| 7. \| Sam Bennett \| Bora-Hansgrohe \| + 0s \| \| \| 8. \| Arne Marit \| Intermarché-Circus-Wanty \| + 0s \| \| \| 9. \| Hugo Page \| Intermarché-Circus-Wanty \| + 0s \| \| \| 10. \| Cees Bol \| Astana Qazaqstan Team \| + 0s \| \| |                |                          |          |
| |                |                          |          |
| Fonte: ProCyclingStats |                |                          |          |
| Classificação por etapas |                |                          |          |
| Ciclista | Ciclista       | Equipe                   | Tempo    |
| 1. | Olav Kooij     | Jumbo-Visma              | 5h19m54s |
| 2. | Mads Pedersen  | Trek-Segafredo           | + 0s     |
| 3. | Tim Merlier    | Soudal Quick-Step        | + 0s     |
| 4. | Matteo Trentin | UAE Team Emirates        | + 0s     |
| 5. | Max Kanter     | Movistar Team            | + 0s     |
| 6. | Bryan Coquard  | Cofidis                  | + 0s     |
| 7. | Sam Bennett    | Bora-Hansgrohe           | + 0s     |
| 8. | Arne Marit     | Intermarché-Circus-Wanty | + 0s     |
| 9. | Hugo Page      | Intermarché-Circus-Wanty | + 0s     |
| 10. | Cees Bol       | Astana Qazaqstan Team    | + 0s     |

| \| Classificação geral \| Classificação geral \| Classificação geral \| Classificação geral \| Classificação geral \| \| Ciclista \| Ciclista \| Equipe \| Tempo \| \| \| ------------------- \| ---------------------- \| --------------------- \| ------------------- \| ------------------- \| \| 1. \| Tadej Pogačar \| UAE Team Emirates \| 17h14m52s \| \| \| 2. \| David Gaudu \| Groupama-FDJ \| + 6s \| \| \| 3. \| Jonas Vingegaard \| Jumbo-Visma \| + 46s \| \| \| 4. \| Simon Yates \| Team Jayco AlUla \| + 58s \| \| \| 5. \| Gino Mäder \| Bahrain Victorious \| + 1m21s \| \| \| 6. \| Romain Bardet \| Team DSM \| + 1m42s \| \| \| 7. \| Daniel Felipe Martínez \| Ineos Grenadiers \| + 1m42s \| \| \| 8. \| Matteo Jorgenson \| Movistar Team \| + 1m44s \| \| \| 9. \| Neilson Powless \| EF Education-EasyPost \| + 1m46s \| \| \| 10. \| Matteo Sobrero \| Team Jayco AlUla \| + 1m56s \| \| |                        |                       |           |
| |                        |                       |           |
| Fonte: ProCyclingStats |                        |                       |           |
| Classificação geral |                        |                       |           |
| Ciclista | Ciclista               | Equipe                | Tempo     |
| 1. | Tadej Pogačar          | UAE Team Emirates     | 17h14m52s |
| 2. | David Gaudu            | Groupama-FDJ          | + 6s      |
| 3. | Jonas Vingegaard       | Jumbo-Visma           | + 46s     |
| 4. | Simon Yates            | Team Jayco AlUla      | + 58s     |
| 5. | Gino Mäder             | Bahrain Victorious    | + 1m21s   |
| 6. | Romain Bardet          | Team DSM              | + 1m42s   |
| 7. | Daniel Felipe Martínez | Ineos Grenadiers      | + 1m42s   |
| 8. | Matteo Jorgenson       | Movistar Team         | + 1m44s   |
| 9. | Neilson Powless        | EF Education-EasyPost | + 1m46s   |
| 10. | Matteo Sobrero         | Team Jayco AlUla      | + 1m56s   |

### 6.ª etapa
| Tourves - La Colle-sur-Loup | etapa escarpada | (197,4 km) |

Etapa cancelada pelas condições meteorológicas.

### 7.ª etapa
| Nice - Col de la Couillole | alta montanha | (142,9 km) |

| \| Classificação por etapas \| Classificação por etapas \| Classificação por etapas \| Classificação por etapas \| Classificação por etapas \| \| Ciclista \| Ciclista \| Equipe \| Tempo \| \| \| ------------------------ \| ------------------------ \| ------------------------ \| ------------------------ \| ------------------------ \| \| 1. \| Tadej Pogačar \| UAE Team Emirates \| 3h56m08s \| \| \| 2. \| David Gaudu \| Groupama-FDJ \| + 2s \| \| \| 3. \| Jonas Vingegaard \| Jumbo-Visma \| + 6s \| \| \| 4. \| Simon Yates \| Team Jayco AlUla \| + 19s \| \| \| 5. \| Neilson Powless \| EF Education-EasyPost \| + 24s \| \| \| 6. \| Gino Mäder \| Bahrain Victorious \| + 28s \| \| \| 7. \| Romain Bardet \| Team DSM \| + 30s \| \| \| 8. \| Pavel Sivakov \| Ineos Grenadiers \| + 38s \| \| \| 9. \| Matteo Jorgenson \| Movistar Team \| + 38s \| \| \| 10. \| Pierre Latour \| TotalEnergies \| + 53s \| \| |                  |                       |          |
| |                  |                       |          |
| Fonte: ProCyclingStats |                  |                       |          |
| Classificação por etapas |                  |                       |          |
| Ciclista | Ciclista         | Equipe                | Tempo    |
| 1. | Tadej Pogačar    | UAE Team Emirates     | 3h56m08s |
| 2. | David Gaudu      | Groupama-FDJ          | + 2s     |
| 3. | Jonas Vingegaard | Jumbo-Visma           | + 6s     |
| 4. | Simon Yates      | Team Jayco AlUla      | + 19s    |
| 5. | Neilson Powless  | EF Education-EasyPost | + 24s    |
| 6. | Gino Mäder       | Bahrain Victorious    | + 28s    |
| 7. | Romain Bardet    | Team DSM              | + 30s    |
| 8. | Pavel Sivakov    | Ineos Grenadiers      | + 38s    |
| 9. | Matteo Jorgenson | Movistar Team         | + 38s    |
| 10. | Pierre Latour    | TotalEnergies         | + 53s    |

| \| Classificação geral \| Classificação geral \| Classificação geral \| Classificação geral \| Classificação geral \| \| Ciclista \| Ciclista \| Equipe \| Tempo \| \| \| ------------------- \| ------------------- \| --------------------- \| ------------------- \| ------------------- \| \| 1. \| Tadej Pogačar \| UAE Team Emirates \| 21h10m50s \| \| \| 2. \| David Gaudu \| Groupama-FDJ \| + 12s \| \| \| 3. \| Jonas Vingegaard \| Jumbo-Visma \| + 58s \| \| \| 4. \| Simon Yates \| Team Jayco AlUla \| + 1m27s \| \| \| 5. \| Gino Mäder \| Bahrain Victorious \| + 1m59s \| \| \| 6. \| Neilson Powless \| EF Education-EasyPost \| + 2m20s \| \| \| 7. \| Romain Bardet \| Team DSM \| + 2m22s \| \| \| 8. \| Matteo Jorgenson \| Movistar Team \| + 2m32s \| \| \| 9. \| Pavel Sivakov \| Ineos Grenadiers \| + 3m08s \| \| \| 10. \| Pierre Latour \| TotalEnergies \| + 3m17s \| \| |                  |                       |           |
| |                  |                       |           |
| Fonte: ProCyclingStats |                  |                       |           |
| Classificação geral |                  |                       |           |
| Ciclista | Ciclista         | Equipe                | Tempo     |
| 1. | Tadej Pogačar    | UAE Team Emirates     | 21h10m50s |
| 2. | David Gaudu      | Groupama-FDJ          | + 12s     |
| 3. | Jonas Vingegaard | Jumbo-Visma           | + 58s     |
| 4. | Simon Yates      | Team Jayco AlUla      | + 1m27s   |
| 5. | Gino Mäder       | Bahrain Victorious    | + 1m59s   |
| 6. | Neilson Powless  | EF Education-EasyPost | + 2m20s   |
| 7. | Romain Bardet    | Team DSM              | + 2m22s   |
| 8. | Matteo Jorgenson | Movistar Team         | + 2m32s   |
| 9. | Pavel Sivakov    | Ineos Grenadiers      | + 3m08s   |
| 10. | Pierre Latour    | TotalEnergies         | + 3m17s   |

### 8.ª etapa
| Nice - Nice | alta montanha | (118,4 km) |

| \| Classificação por etapas \| Classificação por etapas \| Classificação por etapas \| Classificação por etapas \| Classificação por etapas \| \| Ciclista \| Ciclista \| Equipe \| Tempo \| \| \| ------------------------ \| ------------------------ \| ------------------------ \| ------------------------ \| ------------------------ \| \| 1. \| Tadej Pogačar \| UAE Team Emirates \| 2h51m02s \| \| \| 2. \| Jonas Vingegaard \| Jumbo-Visma \| + 33s \| \| \| 3. \| David Gaudu \| Groupama-FDJ \| + 33s \| \| \| 4. \| Simon Yates \| Team Jayco AlUla \| + 33s \| \| \| 5. \| Matteo Jorgenson \| Movistar Team \| + 33s \| \| \| 6. \| Neilson Powless \| EF Education-EasyPost \| + 43s \| \| \| 7. \| Pavel Sivakov \| Ineos Grenadiers \| + 43s \| \| \| 8. \| Romain Bardet \| Team DSM \| + 43s \| \| \| 9. \| Jack Haig \| Bahrain Victorious \| + 43s \| \| \| 10. \| Gino Mäder \| Bahrain Victorious \| + 43s \| \| |                  |                       |          |
| |                  |                       |          |
| Fonte: ProCyclingStats |                  |                       |          |
| Classificação por etapas |                  |                       |          |
| Ciclista | Ciclista         | Equipe                | Tempo    |
| 1. | Tadej Pogačar    | UAE Team Emirates     | 2h51m02s |
| 2. | Jonas Vingegaard | Jumbo-Visma           | + 33s    |
| 3. | David Gaudu      | Groupama-FDJ          | + 33s    |
| 4. | Simon Yates      | Team Jayco AlUla      | + 33s    |
| 5. | Matteo Jorgenson | Movistar Team         | + 33s    |
| 6. | Neilson Powless  | EF Education-EasyPost | + 43s    |
| 7. | Pavel Sivakov    | Ineos Grenadiers      | + 43s    |
| 8. | Romain Bardet    | Team DSM              | + 43s    |
| 9. | Jack Haig        | Bahrain Victorious    | + 43s    |
| 10. | Gino Mäder       | Bahrain Victorious    | + 43s    |

## Classificações finais
- As classificações finalizaram da seguinte forma:[5]

### Classificação geral
| \| Classificação geral \| Classificação geral \| Classificação geral \| Classificação geral \| Classificação geral \| \| Ciclista \| Ciclista \| Equipe \| Tempo \| \| \| ------------------- \| ------------------- \| --------------------- \| ------------------- \| ------------------- \| \| 1. \| Tadej Pogačar \| UAE Team Emirates \| 24h01m38s \| \| \| 2. \| David Gaudu \| Groupama-FDJ \| + 53s \| \| \| 3. \| Jonas Vingegaard \| Jumbo-Visma \| + 1m39s \| \| \| 4. \| Simon Yates \| Team Jayco AlUla \| + 2m14s \| \| \| 5. \| Gino Mäder \| Bahrain Victorious \| + 2m56s \| \| \| 6. \| Neilson Powless \| EF Education-EasyPost \| + 3m17s \| \| \| 7. \| Romain Bardet \| Team DSM \| + 3m19s \| \| \| 8. \| Matteo Jorgenson \| Movistar Team \| + 3m19s \| \| \| 9. \| Pavel Sivakov \| Ineos Grenadiers \| + 4m05s \| \| \| 10. \| Jack Haig \| Bahrain Victorious \| + 4m56s \| \| |                  |                       |           |
| |                  |                       |           |
| Fonte: ProCyclingStats |                  |                       |           |
| Classificação geral |                  |                       |           |
| Ciclista | Ciclista         | Equipe                | Tempo     |
| 1. | Tadej Pogačar    | UAE Team Emirates     | 24h01m38s |
| 2. | David Gaudu      | Groupama-FDJ          | + 53s     |
| 3. | Jonas Vingegaard | Jumbo-Visma           | + 1m39s   |
| 4. | Simon Yates      | Team Jayco AlUla      | + 2m14s   |
| 5. | Gino Mäder       | Bahrain Victorious    | + 2m56s   |
| 6. | Neilson Powless  | EF Education-EasyPost | + 3m17s   |
| 7. | Romain Bardet    | Team DSM              | + 3m19s   |
| 8. | Matteo Jorgenson | Movistar Team         | + 3m19s   |
| 9. | Pavel Sivakov    | Ineos Grenadiers      | + 4m05s   |
| 10. | Jack Haig        | Bahrain Victorious    | + 4m56s   |

### Classificação da montanha
| Classificação da montanha | Classificação da montanha | Classificação da montanha | Classificação da montanha | Classificação da montanha |
| Ciclista                  | Ciclista                  | Equipe                    | Pontos                    |                           |
| ------------------------- | ------------------------- | ------------------------- | ------------------------- | ------------------------- |
| 1.                        | Jonas Gregaard            | Uno-X Pro Cycling Team    | 45 pts                    |                           |
| 2.                        | Tadej Pogačar             | UAE Team Emirates         | 32 pts                    |                           |
| 3.                        | David Gaudu               | Groupama-FDJ              | 15 pts                    |                           |
| 4.                        | Pascal Eenkhoorn          | Lotto Dstny               | 11 pts                    |                           |
| 5.                        | Wout Poels                | Bahrain Victorious        | 10 pts                    |                           |
| 6.                        | David de la Cruz          | Astana Qazaqstan Team     | 9 pts                     |                           |
| 7.                        | Sandy Dujardin            | TotalEnergies             | 8 pts                     |                           |
| 8.                        | Jonas Vingegaard          | Jumbo-Visma               | 5 pts                     |                           |
| 9.                        | Oliver Naesen             | AG2R Citroën Team         | 5 pts                     |                           |
| 10.                       | Anders Skaarseth          | Uno-X Pro Cycling Team    | 5 pts                     |                           |

### Classificação dos pontos
| Classificação por pontos | Classificação por pontos | Classificação por pontos | Classificação por pontos | Classificação por pontos |
| Ciclista                 | Ciclista                 | Equipe                   | Pontos                   |                          |
| ------------------------ | ------------------------ | ------------------------ | ------------------------ | ------------------------ |
| 1.                       | Tadej Pogačar            | UAE Team Emirates        | 65 pts                   |                          |
| 2.                       | David Gaudu              | Groupama-FDJ             | 41 pts                   |                          |
| 3.                       | Olav Kooij               | Jumbo-Visma              | 34 pts                   |                          |
| 4.                       | Jonas Vingegaard         | Jumbo-Visma              | 26 pts                   |                          |
| 5.                       | Simon Yates              | Team Jayco AlUla         | 16 pts                   |                          |
| 6.                       | Gino Mäder               | Bahrain Victorious       | 15 pts                   |                          |
| 7.                       | Neilson Powless          | EF Education-EasyPost    | 11 pts                   |                          |
| 8.                       | Romain Bardet            | Team DSM                 | 11 pts                   |                          |
| 9.                       | Matteo Jorgenson         | Movistar Team            | 9 pts                    |                          |
| 10.                      | Magnus Cort              | EF Education-EasyPost    | 9 pts                    |                          |

### Classificação dos jovens
| Classificação dos jovens | Classificação dos jovens | Classificação dos jovens | Classificação dos jovens | Classificação dos jovens |
| Ciclista                 | Ciclista                 | Equipe                   | Tempo                    |                          |
| ------------------------ | ------------------------ | ------------------------ | ------------------------ | ------------------------ |
| 1.                       | Tadej Pogačar            | UAE Team Emirates        | 24h01m38s                |                          |
| 2.                       | Matteo Jorgenson         | Movistar Team            | + 3m19s                  |                          |
| 3.                       | Kévin Vauquelin          | Arkéa-Samsic             | + 14m52s                 |                          |
| 4.                       | Michel Ries              | Arkéa-Samsic             | + 35m50s                 |                          |
| 5.                       | Anthon Charmig           | Uno-X Pro Cycling Team   | + 41m20s                 |                          |
| 6.                       | Kevin Vermaerke          | Team DSM                 | + 43m04s                 |                          |
| 7.                       | Clément Champoussin      | Arkéa-Samsic             | + 43m16s                 |                          |
| 8.                       | Matis Louvel             | Arkéa-Samsic             | + 51m26s                 |                          |
| 9.                       | Matthew Dinham           | Team DSM                 | + 51m48s                 |                          |
| 10.                      | Brent Van Moer           | Lotto Dstny              | + 51m48s                 |                          |

### Classificação por equipas
| Classificação por equipes | Classificação por equipes | Classificação por equipes | Classificação por equipes |
| Equipe                    | Equipe                    | Tempo                     |                           |
| ------------------------- | ------------------------- | ------------------------- | ------------------------- |
| 1.                        | Team Jayco AlUla          | 71h18m58s                 |                           |
| 2.                        | Bahrain Victorious        | + 10m12s                  |                           |
| 3.                        | Groupama-FDJ              | + 16m43s                  |                           |
| 4.                        | AG2R Citroën Team         | + 20m19s                  |                           |
| 5.                        | Jumbo-Visma               | + 32m09s                  |                           |
| 6.                        | Ineos Grenadiers          | + 34m02s                  |                           |
| 7.                        | Movistar Team             | + 40m51s                  |                           |
| 8.                        | Intermarché-Circus-Wanty  | + 48m01s                  |                           |
| 9.                        | Astana Qazaqstan Team     | + 49m33s                  |                           |
| 10.                       | Team DSM                  | + 51m16s                  |                           |

## Evolução das classificações
| Etapa |                            | Vencedor _            | Classificação geral | Prêmio por pontos | Prêmio de montanha | Juventude       | Disputa               | Equipes               |
| ----- | -------------------------- | --------------------- | ------------------- | ----------------- | ------------------ | --------------- | --------------------- | --------------------- |
| 1     | etapa escarpada            | Tim Merlier           | Tim Merlier         | Tim Merlier       | Neilson Powless    | Tadej Pogačar   | Paul Ourselin         | Trek-Segafredo        |
| 2     | etapa plana                | Mads Pedersen         | Mads Pedersen       | Mads Pedersen     | Jonas Gregaard     | Tadej Pogačar   | Jonas Gregaard        | EF Education-EasyPost |
| 3     | contrarrelógio por equipes | Jumbo-Visma           | Magnus Cort         | Mads Pedersen     | Jonas Gregaard     | Kelland O'Brien | não atribuído         | Jumbo-Visma           |
| 4     | média montanha             | Tadej Pogačar         | Tadej Pogačar       | Tadej Pogačar     | Jonas Gregaard     | Tadej Pogačar   | Lilian Calmejane      | Team Jayco AlUla      |
| 5     | etapa escarpada            | Olav Kooij            | Tadej Pogačar       | Mads Pedersen     | Jonas Gregaard     | Tadej Pogačar   | Sandy Dujardin        | Team Jayco AlUla      |
| 6     | etapa escarpada            | cancelamento da etapa | Tadej Pogačar       | Mads Pedersen     | Jonas Gregaard     | Tadej Pogačar   | cancelamento da etapa | Team Jayco AlUla      |
| 7     | alta montanha              | Tadej Pogačar         | Tadej Pogačar       | Tadej Pogačar     | Jonas Gregaard     | Tadej Pogačar   | Kobe Goossens         | Team Jayco AlUla      |
| 8     | alta montanha              | Tadej Pogačar         | Tadej Pogačar       | Tadej Pogačar     | Jonas Gregaard     | Tadej Pogačar   | Wout Poels            | Team Jayco AlUla      |
| Final | Final                      |                       | Tadej Pogačar       | Tadej Pogačar     | Jonas Gregaard     | Tadej Pogačar   | não atribuído         | Team Jayco AlUla      |

## Ciclistas participantes e posições finais
| Jumbo-Visma TJV | Jumbo-Visma TJV            | Jumbo-Visma TJV |
| --------------- | -------------------------- | --------------- |
| Num             | Ciclista                   | Pos             |
| 1               | Jonas Vingegaard (DEN)     | 3.              |
| 2               | Edoardo Affini (ITA)       | 94.             |
| 3               | Rohan Dennis (AUS)         | 85.             |
| 4               | Tobias Foss (NOR) (CRI)    | 23.             |
| 5               | Olav Kooij (NED)           | 105.            |
| 6               | Jan Tratnik (SLO) (CRI)    | 40.             |
| 7               | Nathan Van Hooydonck (BEL) | 52.             |

| Team Jayco AlUla JAY | Team Jayco AlUla JAY   | Team Jayco AlUla JAY |
| -------------------- | ---------------------- | -------------------- |
| Num                  | Ciclista               | Pos                  |
| 11                   | Simon Yates (GBR)      | 4.                   |
| 12                   | Luke Durbridge (AUS)   | 80.                  |
| 13                   | Lucas Hamilton (AUS)   | 22.                  |
| 14                   | Chris Harper (AUS)     | 20.                  |
| 15                   | Michael Matthews (AUS) | DNF-7                |
| 16                   | Kelland O'Brien (AUS)  | 70.                  |
| 17                   | Matteo Sobrero (ITA)   | 29.                  |

| Ineos Grenadiers IGD | Ineos Grenadiers IGD         | Ineos Grenadiers IGD |
| -------------------- | ---------------------------- | -------------------- |
| Num                  | Ciclista                     | Pos                  |
| 21                   | Daniel Felipe Martínez (COL) | 25.                  |
| 22                   | Omar Fraile (ESP)            | DNF-8                |
| 23                   | Jhonatan Narváez (ECU)       | 43.                  |
| 24                   | Pavel Sivakov (FRA)          | 9.                   |
| 25                   | Connor Swift (GBR)           | 92.                  |
| 26                   | Ben Swift (GBR)              | 59.                  |
| 27                   | Joshua Tarling (GBR)         | DNF-7                |

| UAE Team Emirates UAD | UAE Team Emirates UAD                     | UAE Team Emirates UAD |
| --------------------- | ----------------------------------------- | --------------------- |
| Num                   | Ciclista                                  | Pos                   |
| 31                    | Tadej Pogačar (SLO)                       | 1.                    |
| 32                    | Rui Oliveira (POR)                        | 93.                   |
| 33                    | Mikkel Bjerg (DEN)                        | 68.                   |
| 34                    | Felix Großschartner (AUT) (estrada e CRI) | 54.                   |
| 35                    | Domen Novak (SLO)                         | 77.                   |
| 36                    | Matteo Trentin (ITA)                      | 95.                   |
| 37                    | Tim Wellens (BEL)                         | 79.                   |

| Bora-Hansgrohe BOH | Bora-Hansgrohe BOH          | Bora-Hansgrohe BOH |
| ------------------ | --------------------------- | ------------------ |
| Num                | Ciclista                    | Pos                |
| 41                 | Maximilian Schachmann (GER) | NP-7               |
| 42                 | Sam Bennett (IRL)           | NP-7               |
| 43                 | Marco Haller (AUT)          | 71.                |
| 44                 | Bob Jungels (LUX) (CRI)     | 19.                |
| 45                 | Ryan Mullen (IRL)           | 112.               |
| 46                 | Nils Politt (GER) (estrada) | 45.                |
| 47                 | Danny van Poppel (NED)      | DNF-8              |

| Team DSM DSM | Team DSM DSM          | Team DSM DSM |
| ------------ | --------------------- | ------------ |
| Num          | Ciclista              | Pos          |
| 51           | Romain Bardet (FRA)   | 7.           |
| 52           | Pavel Bittner (CZE)   | 101.         |
| 53           | John Degenkolb (GER)  | 84.          |
| 54           | Matthew Dinham (AUS)  | 57.          |
| 55           | Nils Eekhoff (NED)    | 116.         |
| 56           | Chris Hamilton (AUS)  | 34.          |
| 57           | Kevin Vermaerke (USA) | 47.          |

| Groupama-FDJ GFC | Groupama-FDJ GFC          | Groupama-FDJ GFC |
| ---------------- | ------------------------- | ---------------- |
| Num              | Ciclista                  | Pos              |
| 61               | David Gaudu (FRA)         | 2.               |
| 62               | Arnaud Démare (FRA)       | DNF-8            |
| 63               | Kevin Geniets (LUX)       | 26.              |
| 64               | Ignatas Konovalovas (LTU) | DNF-8            |
| 65               | Stefan Küng (SUI)         | 32.              |
| 66               | Rudy Molard (FRA)         | 17.              |
| 67               | Miles Scotson (AUS)       | DNF-8            |

| Bahrain Victorious TBV | Bahrain Victorious TBV | Bahrain Victorious TBV |
| ---------------------- | ---------------------- | ---------------------- |
| Num                    | Ciclista               | Pos                    |
| 71                     | Jack Haig (AUS)        | 10.                    |
| 72                     | Kamil Gradek (POL)     | 110.                   |
| 73                     | Filip Maciejuk (POL)   | 115.                   |
| 74                     | Gino Mäder (SUI)       | 5.                     |
| 75                     | Jonathan Milan (ITA)   | DNF-4                  |
| 76                     | Wout Poels (NED)       | 27.                    |
| 77                     | Fred Wright (GBR)      | 67.                    |

| Cofidis COF | Cofidis COF           | Cofidis COF |
| ----------- | --------------------- | ----------- |
| Num         | Ciclista              | Pos         |
| 81          | Ion Izagirre (ESP)    | 21.         |
| 82          | Bryan Coquard (FRA)   | 90.         |
| 83          | Rubén Fernández (ESP) | DNF-7       |
| 84          | Simon Geschke (GER)   | 49.         |
| 85          | Alexis Renard (FRA)   | 97.         |
| 86          | Benjamin Thomas (FRA) | DNF-4       |
| 87          | Max Walscheid (GER)   | NP-5        |

| AG2R Citroën Team ACT | AG2R Citroën Team ACT        | AG2R Citroën Team ACT |
| --------------------- | ---------------------------- | --------------------- |
| Num                   | Ciclista                     | Pos                   |
| 91                    | Aurélien Paret-Peintre (FRA) | 11.                   |
| 92                    | Clément Berthet (FRA)        | 15.                   |
| 93                    | Mikaël Cherel (FRA)          | 66.                   |
| 94                    | Stan Dewulf (BEL)            | 51.                   |
| 95                    | Dorian Godon (FRA)           | 38.                   |
| 96                    | Oliver Naesen (BEL)          | 41.                   |
| 97                    | Larry Warbasse (USA)         | 36.                   |

| EF Education-EasyPost EFE | EF Education-EasyPost EFE | EF Education-EasyPost EFE |
| ------------------------- | ------------------------- | ------------------------- |
| Num                       | Ciclista                  | Pos                       |
| 101                       | Neilson Powless (USA)     | 6.                        |
| 102                       | Stefan Bissegger (SUI)    | 72.                       |
| 103                       | Owain Doull (GBR)         | 63.                       |
| 104                       | Magnus Cort (DEN)         | 61.                       |
| 105                       | Andrea Piccolo (ITA)      | NP-5                      |
| 106                       | Tom Scully (NZL)          | 102.                      |
| 107                       | Marijn van den Berg (NED) | NP-5                      |

| Arkéa-Samsic ARK | Arkéa-Samsic ARK          | Arkéa-Samsic ARK |
| ---------------- | ------------------------- | ---------------- |
| Num              | Ciclista                  | Pos              |
| 111              | Kévin Vauquelin (FRA)     | 18.              |
| 112              | Clément Champoussin (FRA) | 48.              |
| 113              | David Dekker (NED)        | DNF-8            |
| 114              | Thibault Guernalec (FRA)  | 117.             |
| 115              | Matis Louvel (FRA)        | 56.              |
| 116              | Daniel McLay (GBR)        | DNF-7            |
| 117              | Michel Ries (LUX)         | 37.              |

| Movistar Team MOV | Movistar Team MOV         | Movistar Team MOV |
| ----------------- | ------------------------- | ----------------- |
| Num               | Ciclista                  | Pos               |
| 121               | Matteo Jorgenson (USA)    | 8.                |
| 122               | Imanol Erviti (ESP)       | 81.               |
| 123               | Iván García Cortina (ESP) | 64.               |
| 124               | Gorka Izagirre (ESP)      | 33.               |
| 125               | Mathias Norsgaard (DEN)   | 88.               |
| 126               | Max Kanter (GER)          | 106.              |
| 127               | Gregor Mühlberger (AUT)   | 31.               |

| Trek-Segafredo TFS | Trek-Segafredo TFS      | Trek-Segafredo TFS |
| ------------------ | ----------------------- | ------------------ |
| Num                | Ciclista                | Pos                |
| 131                | Mattias Skjelmose (DEN) | DNF-7              |
| 132                | Julien Bernard (FRA)    | 39.                |
| 133                | Daan Hoole (NED)        | DNF-7              |
| 134                | Alex Kirsch (LUX)       | DNF-7              |
| 135                | Jacopo Mosca (ITA)      | 109.               |
| 136                | Mads Pedersen (DEN)     | DNF-7              |
| 137                | Otto Vergaerde (BEL)    | DNF-8              |

| Soudal Quick-Step SOQ | Soudal Quick-Step SOQ            | Soudal Quick-Step SOQ |
| --------------------- | -------------------------------- | --------------------- |
| Num                   | Ciclista                         | Pos                   |
| 141                   | Tim Merlier (BEL) (estrada)      | NP-8                  |
| 142                   | Kasper Asgreen (DEN)             | DNF-7                 |
| 143                   | Rémi Cavagna (FRA)               | 35.                   |
| 144                   | Tim Declercq (BEL)               | 73.                   |
| 145                   | Yves Lampaert (BEL)              | 50.                   |
| 146                   | Mauro Schmid (SUI)               | NP-3                  |
| 147                   | Florian Sénéchal (FRA) (estrada) | 83.                   |

| Lotto Dstny LTD | Lotto Dstny LTD                  | Lotto Dstny LTD |
| --------------- | -------------------------------- | --------------- |
| Num             | Ciclista                         | Pos             |
| 151             | Arnaud De Lie (BEL)              | NP-7            |
| 152             | Cedric Beullens (BEL)            | 82.             |
| 153             | Thomas De Gendt (BEL)            | DNF-7           |
| 154             | Pascal Eenkhoorn (NED) (estrada) | 28.             |
| 155             | Jacopo Guarnieri (ITA)           | 98.             |
| 156             | Harry Sweeny (AUS)               | 62.             |
| 157             | Brent Van Moer (BEL)             | 58.             |

| TotalEnergies TEN | TotalEnergies TEN          | TotalEnergies TEN |
| ----------------- | -------------------------- | ----------------- |
| Num               | Ciclista                   | Pos               |
| 161               | Pierre Latour (FRA)        | 14.               |
| 162               | Edvald Boasson Hagen (NOR) | 42.               |
| 163               | Jérémy Cabot (FRA)         | 89.               |
| 164               | Sandy Dujardin (FRA)       | 75.               |
| 165               | Alan Jousseaume (FRA)      | 78.               |
| 166               | Paul Ourselin (FRA)        | 69.               |
| 167               | Anthony Turgis (FRA)       | 113.              |

| Alpecin-Deceuninck ADC | Alpecin-Deceuninck ADC     | Alpecin-Deceuninck ADC |
| ---------------------- | -------------------------- | ---------------------- |
| Num                    | Ciclista                   | Pos                    |
| 171                    | Søren Kragh Andersen (DEN) | 44.                    |
| 172                    | Maurice Ballerstedt (GER)  | DNF-7                  |
| 173                    | Kaden Groves (AUS)         | 91.                    |
| 174                    | Senne Leysen (BEL)         | 111.                   |
| 175                    | Jason Osborne (GER)        | NP-8                   |
| 176                    | Edward Planckaert (BEL)    | 99.                    |
| 177                    | Lionel Taminiaux (BEL)     | 107.                   |

| Intermarché-Circus-Wanty ICW | Intermarché-Circus-Wanty ICW | Intermarché-Circus-Wanty ICW |
| ---------------------------- | ---------------------------- | ---------------------------- |
| Num                          | Ciclista                     | Pos                          |
| 181                          | Lilian Calmejane (FRA)       | 16.                          |
| 182                          | Aimé De Gendt (BEL)          | 86.                          |
| 183                          | Kobe Goossens (BEL)          | 13.                          |
| 184                          | Arne Marit (BEL)             | 96.                          |
| 185                          | Hugo Page (FRA)              | 103.                         |
| 186                          | Baptiste Planckaert (BEL)    | 87.                          |
| 187                          | Taco van der Hoorn (NED)     | 104.                         |

| Astana Qazaqstan Team AST | Astana Qazaqstan Team AST | Astana Qazaqstan Team AST |
| ------------------------- | ------------------------- | ------------------------- |
| Num                       | Ciclista                  | Pos                       |
| 191                       | Luis León Sánchez (ESP)   | 24.                       |
| 192                       | Cees Bol (NED)            | DNF-8                     |
| 193                       | David de la Cruz (ESP)    | 12.                       |
| 194                       | Dmitriy Gruzdev (KAZ)     | 114.                      |
| 195                       | Davide Martinelli (ITA)   | DNF-7                     |
| 196                       | Vadim Pronskiy (KAZ)      | 100.                      |
| 197                       | Javier Romo (ESP)         | 60.                       |

| Israel-Premier Tech IPT | Israel-Premier Tech IPT | Israel-Premier Tech IPT |
| ----------------------- | ----------------------- | ----------------------- |
| Num                     | Ciclista                | Pos                     |
| 201                     | Hugo Houle (CAN)        | 30.                     |
| 202                     | Sebastian Berwick (AUS) | DNF-7                   |
| 203                     | Taj Jones (AUS)         | NP-7                    |
| 204                     | Guy Sagiv (ISR)         | NP-7                    |
| 205                     | Nick Schultz (AUS)      | 53.                     |
| 206                     | Tom Van Asbroeck (BEL)  | NP-7                    |
| 207                     | Stephen Williams (GBR)  | DNF-7                   |

| Uno-X Pro Cycling Team UXT | Uno-X Pro Cycling Team UXT    | Uno-X Pro Cycling Team UXT |
| -------------------------- | ----------------------------- | -------------------------- |
| Num                        | Ciclista                      | Pos                        |
| 211                        | Alexander Kristoff (NOR)      | 108.                       |
| 212                        | Anthon Charmig (DEN)          | 46.                        |
| 213                        | Erik Nordsæter Resell (NOR)   | 74.                        |
| 214                        | Anders Skaarseth (NOR)        | 65.                        |
| 215                        | Rasmus Tiller (NOR) (estrada) | 55.                        |
| 216                        | Søren Wærenskjold (NOR)       | DNF-7                      |
| 217                        | Jonas Gregaard (DEN)          | 76.                        |

| Jumbo-Visma TJV | Jumbo-Visma TJV            | Jumbo-Visma TJV |
| --------------- | -------------------------- | --------------- |
| Num             | Ciclista                   | Pos             |
| 1               | Jonas Vingegaard (DEN)     | 3.              |
| 2               | Edoardo Affini (ITA)       | 94.             |
| 3               | Rohan Dennis (AUS)         | 85.             |
| 4               | Tobias Foss (NOR) (CRI)    | 23.             |
| 5               | Olav Kooij (NED)           | 105.            |
| 6               | Jan Tratnik (SLO) (CRI)    | 40.             |
| 7               | Nathan Van Hooydonck (BEL) | 52.             |

| Team Jayco AlUla JAY | Team Jayco AlUla JAY   | Team Jayco AlUla JAY |
| -------------------- | ---------------------- | -------------------- |
| Num                  | Ciclista               | Pos                  |
| 11                   | Simon Yates (GBR)      | 4.                   |
| 12                   | Luke Durbridge (AUS)   | 80.                  |
| 13                   | Lucas Hamilton (AUS)   | 22.                  |
| 14                   | Chris Harper (AUS)     | 20.                  |
| 15                   | Michael Matthews (AUS) | DNF-7                |
| 16                   | Kelland O'Brien (AUS)  | 70.                  |
| 17                   | Matteo Sobrero (ITA)   | 29.                  |

| Ineos Grenadiers IGD | Ineos Grenadiers IGD         | Ineos Grenadiers IGD |
| -------------------- | ---------------------------- | -------------------- |
| Num                  | Ciclista                     | Pos                  |
| 21                   | Daniel Felipe Martínez (COL) | 25.                  |
| 22                   | Omar Fraile (ESP)            | DNF-8                |
| 23                   | Jhonatan Narváez (ECU)       | 43.                  |
| 24                   | Pavel Sivakov (FRA)          | 9.                   |
| 25                   | Connor Swift (GBR)           | 92.                  |
| 26                   | Ben Swift (GBR)              | 59.                  |
| 27                   | Joshua Tarling (GBR)         | DNF-7                |

| UAE Team Emirates UAD | UAE Team Emirates UAD                     | UAE Team Emirates UAD |
| --------------------- | ----------------------------------------- | --------------------- |
| Num                   | Ciclista                                  | Pos                   |
| 31                    | Tadej Pogačar (SLO)                       | 1.                    |
| 32                    | Rui Oliveira (POR)                        | 93.                   |
| 33                    | Mikkel Bjerg (DEN)                        | 68.                   |
| 34                    | Felix Großschartner (AUT) (estrada e CRI) | 54.                   |
| 35                    | Domen Novak (SLO)                         | 77.                   |
| 36                    | Matteo Trentin (ITA)                      | 95.                   |
| 37                    | Tim Wellens (BEL)                         | 79.                   |

| Bora-Hansgrohe BOH | Bora-Hansgrohe BOH          | Bora-Hansgrohe BOH |
| ------------------ | --------------------------- | ------------------ |
| Num                | Ciclista                    | Pos                |
| 41                 | Maximilian Schachmann (GER) | NP-7               |
| 42                 | Sam Bennett (IRL)           | NP-7               |
| 43                 | Marco Haller (AUT)          | 71.                |
| 44                 | Bob Jungels (LUX) (CRI)     | 19.                |
| 45                 | Ryan Mullen (IRL)           | 112.               |
| 46                 | Nils Politt (GER) (estrada) | 45.                |
| 47                 | Danny van Poppel (NED)      | DNF-8              |

| Team DSM DSM | Team DSM DSM          | Team DSM DSM |
| ------------ | --------------------- | ------------ |
| Num          | Ciclista              | Pos          |
| 51           | Romain Bardet (FRA)   | 7.           |
| 52           | Pavel Bittner (CZE)   | 101.         |
| 53           | John Degenkolb (GER)  | 84.          |
| 54           | Matthew Dinham (AUS)  | 57.          |
| 55           | Nils Eekhoff (NED)    | 116.         |
| 56           | Chris Hamilton (AUS)  | 34.          |
| 57           | Kevin Vermaerke (USA) | 47.          |

| Groupama-FDJ GFC | Groupama-FDJ GFC          | Groupama-FDJ GFC |
| ---------------- | ------------------------- | ---------------- |
| Num              | Ciclista                  | Pos              |
| 61               | David Gaudu (FRA)         | 2.               |
| 62               | Arnaud Démare (FRA)       | DNF-8            |
| 63               | Kevin Geniets (LUX)       | 26.              |
| 64               | Ignatas Konovalovas (LTU) | DNF-8            |
| 65               | Stefan Küng (SUI)         | 32.              |
| 66               | Rudy Molard (FRA)         | 17.              |
| 67               | Miles Scotson (AUS)       | DNF-8            |

| Bahrain Victorious TBV | Bahrain Victorious TBV | Bahrain Victorious TBV |
| ---------------------- | ---------------------- | ---------------------- |
| Num                    | Ciclista               | Pos                    |
| 71                     | Jack Haig (AUS)        | 10.                    |
| 72                     | Kamil Gradek (POL)     | 110.                   |
| 73                     | Filip Maciejuk (POL)   | 115.                   |
| 74                     | Gino Mäder (SUI)       | 5.                     |
| 75                     | Jonathan Milan (ITA)   | DNF-4                  |
| 76                     | Wout Poels (NED)       | 27.                    |
| 77                     | Fred Wright (GBR)      | 67.                    |

| Cofidis COF | Cofidis COF           | Cofidis COF |
| ----------- | --------------------- | ----------- |
| Num         | Ciclista              | Pos         |
| 81          | Ion Izagirre (ESP)    | 21.         |
| 82          | Bryan Coquard (FRA)   | 90.         |
| 83          | Rubén Fernández (ESP) | DNF-7       |
| 84          | Simon Geschke (GER)   | 49.         |
| 85          | Alexis Renard (FRA)   | 97.         |
| 86          | Benjamin Thomas (FRA) | DNF-4       |
| 87          | Max Walscheid (GER)   | NP-5        |

| AG2R Citroën Team ACT | AG2R Citroën Team ACT        | AG2R Citroën Team ACT |
| --------------------- | ---------------------------- | --------------------- |
| Num                   | Ciclista                     | Pos                   |
| 91                    | Aurélien Paret-Peintre (FRA) | 11.                   |
| 92                    | Clément Berthet (FRA)        | 15.                   |
| 93                    | Mikaël Cherel (FRA)          | 66.                   |
| 94                    | Stan Dewulf (BEL)            | 51.                   |
| 95                    | Dorian Godon (FRA)           | 38.                   |
| 96                    | Oliver Naesen (BEL)          | 41.                   |
| 97                    | Larry Warbasse (USA)         | 36.                   |

| EF Education-EasyPost EFE | EF Education-EasyPost EFE | EF Education-EasyPost EFE |
| ------------------------- | ------------------------- | ------------------------- |
| Num                       | Ciclista                  | Pos                       |
| 101                       | Neilson Powless (USA)     | 6.                        |
| 102                       | Stefan Bissegger (SUI)    | 72.                       |
| 103                       | Owain Doull (GBR)         | 63.                       |
| 104                       | Magnus Cort (DEN)         | 61.                       |
| 105                       | Andrea Piccolo (ITA)      | NP-5                      |
| 106                       | Tom Scully (NZL)          | 102.                      |
| 107                       | Marijn van den Berg (NED) | NP-5                      |

| Arkéa-Samsic ARK | Arkéa-Samsic ARK          | Arkéa-Samsic ARK |
| ---------------- | ------------------------- | ---------------- |
| Num              | Ciclista                  | Pos              |
| 111              | Kévin Vauquelin (FRA)     | 18.              |
| 112              | Clément Champoussin (FRA) | 48.              |
| 113              | David Dekker (NED)        | DNF-8            |
| 114              | Thibault Guernalec (FRA)  | 117.             |
| 115              | Matis Louvel (FRA)        | 56.              |
| 116              | Daniel McLay (GBR)        | DNF-7            |
| 117              | Michel Ries (LUX)         | 37.              |

| Movistar Team MOV | Movistar Team MOV         | Movistar Team MOV |
| ----------------- | ------------------------- | ----------------- |
| Num               | Ciclista                  | Pos               |
| 121               | Matteo Jorgenson (USA)    | 8.                |
| 122               | Imanol Erviti (ESP)       | 81.               |
| 123               | Iván García Cortina (ESP) | 64.               |
| 124               | Gorka Izagirre (ESP)      | 33.               |
| 125               | Mathias Norsgaard (DEN)   | 88.               |
| 126               | Max Kanter (GER)          | 106.              |
| 127               | Gregor Mühlberger (AUT)   | 31.               |

| Trek-Segafredo TFS | Trek-Segafredo TFS      | Trek-Segafredo TFS |
| ------------------ | ----------------------- | ------------------ |
| Num                | Ciclista                | Pos                |
| 131                | Mattias Skjelmose (DEN) | DNF-7              |
| 132                | Julien Bernard (FRA)    | 39.                |
| 133                | Daan Hoole (NED)        | DNF-7              |
| 134                | Alex Kirsch (LUX)       | DNF-7              |
| 135                | Jacopo Mosca (ITA)      | 109.               |
| 136                | Mads Pedersen (DEN)     | DNF-7              |
| 137                | Otto Vergaerde (BEL)    | DNF-8              |

| Soudal Quick-Step SOQ | Soudal Quick-Step SOQ            | Soudal Quick-Step SOQ |
| --------------------- | -------------------------------- | --------------------- |
| Num                   | Ciclista                         | Pos                   |
| 141                   | Tim Merlier (BEL) (estrada)      | NP-8                  |
| 142                   | Kasper Asgreen (DEN)             | DNF-7                 |
| 143                   | Rémi Cavagna (FRA)               | 35.                   |
| 144                   | Tim Declercq (BEL)               | 73.                   |
| 145                   | Yves Lampaert (BEL)              | 50.                   |
| 146                   | Mauro Schmid (SUI)               | NP-3                  |
| 147                   | Florian Sénéchal (FRA) (estrada) | 83.                   |

| Lotto Dstny LTD | Lotto Dstny LTD                  | Lotto Dstny LTD |
| --------------- | -------------------------------- | --------------- |
| Num             | Ciclista                         | Pos             |
| 151             | Arnaud De Lie (BEL)              | NP-7            |
| 152             | Cedric Beullens (BEL)            | 82.             |
| 153             | Thomas De Gendt (BEL)            | DNF-7           |
| 154             | Pascal Eenkhoorn (NED) (estrada) | 28.             |
| 155             | Jacopo Guarnieri (ITA)           | 98.             |
| 156             | Harry Sweeny (AUS)               | 62.             |
| 157             | Brent Van Moer (BEL)             | 58.             |

| TotalEnergies TEN | TotalEnergies TEN          | TotalEnergies TEN |
| ----------------- | -------------------------- | ----------------- |
| Num               | Ciclista                   | Pos               |
| 161               | Pierre Latour (FRA)        | 14.               |
| 162               | Edvald Boasson Hagen (NOR) | 42.               |
| 163               | Jérémy Cabot (FRA)         | 89.               |
| 164               | Sandy Dujardin (FRA)       | 75.               |
| 165               | Alan Jousseaume (FRA)      | 78.               |
| 166               | Paul Ourselin (FRA)        | 69.               |
| 167               | Anthony Turgis (FRA)       | 113.              |

| Alpecin-Deceuninck ADC | Alpecin-Deceuninck ADC     | Alpecin-Deceuninck ADC |
| ---------------------- | -------------------------- | ---------------------- |
| Num                    | Ciclista                   | Pos                    |
| 171                    | Søren Kragh Andersen (DEN) | 44.                    |
| 172                    | Maurice Ballerstedt (GER)  | DNF-7                  |
| 173                    | Kaden Groves (AUS)         | 91.                    |
| 174                    | Senne Leysen (BEL)         | 111.                   |
| 175                    | Jason Osborne (GER)        | NP-8                   |
| 176                    | Edward Planckaert (BEL)    | 99.                    |
| 177                    | Lionel Taminiaux (BEL)     | 107.                   |

| Intermarché-Circus-Wanty ICW | Intermarché-Circus-Wanty ICW | Intermarché-Circus-Wanty ICW |
| ---------------------------- | ---------------------------- | ---------------------------- |
| Num                          | Ciclista                     | Pos                          |
| 181                          | Lilian Calmejane (FRA)       | 16.                          |
| 182                          | Aimé De Gendt (BEL)          | 86.                          |
| 183                          | Kobe Goossens (BEL)          | 13.                          |
| 184                          | Arne Marit (BEL)             | 96.                          |
| 185                          | Hugo Page (FRA)              | 103.                         |
| 186                          | Baptiste Planckaert (BEL)    | 87.                          |
| 187                          | Taco van der Hoorn (NED)     | 104.                         |

| Astana Qazaqstan Team AST | Astana Qazaqstan Team AST | Astana Qazaqstan Team AST |
| ------------------------- | ------------------------- | ------------------------- |
| Num                       | Ciclista                  | Pos                       |
| 191                       | Luis León Sánchez (ESP)   | 24.                       |
| 192                       | Cees Bol (NED)            | DNF-8                     |
| 193                       | David de la Cruz (ESP)    | 12.                       |
| 194                       | Dmitriy Gruzdev (KAZ)     | 114.                      |
| 195                       | Davide Martinelli (ITA)   | DNF-7                     |
| 196                       | Vadim Pronskiy (KAZ)      | 100.                      |
| 197                       | Javier Romo (ESP)         | 60.                       |

| Israel-Premier Tech IPT | Israel-Premier Tech IPT | Israel-Premier Tech IPT |
| ----------------------- | ----------------------- | ----------------------- |
| Num                     | Ciclista                | Pos                     |
| 201                     | Hugo Houle (CAN)        | 30.                     |
| 202                     | Sebastian Berwick (AUS) | DNF-7                   |
| 203                     | Taj Jones (AUS)         | NP-7                    |
| 204                     | Guy Sagiv (ISR)         | NP-7                    |
| 205                     | Nick Schultz (AUS)      | 53.                     |
| 206                     | Tom Van Asbroeck (BEL)  | NP-7                    |
| 207                     | Stephen Williams (GBR)  | DNF-7                   |

| Uno-X Pro Cycling Team UXT | Uno-X Pro Cycling Team UXT    | Uno-X Pro Cycling Team UXT |
| -------------------------- | ----------------------------- | -------------------------- |
| Num                        | Ciclista                      | Pos                        |
| 211                        | Alexander Kristoff (NOR)      | 108.                       |
| 212                        | Anthon Charmig (DEN)          | 46.                        |
| 213                        | Erik Nordsæter Resell (NOR)   | 74.                        |
| 214                        | Anders Skaarseth (NOR)        | 65.                        |
| 215                        | Rasmus Tiller (NOR) (estrada) | 55.                        |
| 216                        | Søren Wærenskjold (NOR)       | DNF-7                      |
| 217                        | Jonas Gregaard (DEN)          | 76.                        |

Convenções:
- AB-N: Abandono na etapa "N"
- FLT-N: Retiro por chegada fora do limite de tempo na etapa "N"
- NTS-N: Não tomou a saída para a etapa "N"
- DES-N: Desclassificado ou expulsado na etapa "N"

## UCI World Ranking
A Paris-Nice outorgou pontos para o UCI World Ranking para corredores das equipas nas categorias UCI WorldTeam, UCI ProTeam e Continental. As seguintes tabelas são o barómetro de pontuação e os dez corredores que obtiveram mais pontos:
| Posição             | 1.º | 2.º | 3.º | 4.º | 5.º | 6.º | 7.º | 8.º | 9.º | 10.º | 11.º | 12.º | 13.º | 14.º | 15.º | 16.º-20.º | 21.º-30.º | 31.º-50.º | 51.º-55.º | 56.º-60.º |
| Classificação geral | 500 | 400 | 325 | 275 | 225 | 175 | 150 | 125 | 100 | 85   | 70   | 60   | 50   | 40   | 35   | 30        | 20        | 10        | 5         | 3         |
| Por etapa           | 60  | 40  | 30  | 25  | 20  | 15  | 10  | 8   | 5   | 2    |      |      |      |      |      |           |           |           |           |           |
| Líder               | 10  |     |     |     |     |     |     |     |     |      |      |      |      |      |      |           |           |           |           |           |

| Classificação |                  |                       |       |        |       |        |
| Posição       | Ciclista         | Equipa                | Geral | Etapa  | Líder | Total  |
| ------------- | ---------------- | --------------------- | ----- | ------ | ----- | ------ |
| 1.º           | Tadej Pogačar    | UAE Emirates          | 500   | 182,86 | 40    | 722,86 |
| 2.º           | David Gaudu      | Groupama-FDJ          | 400   | 113,57 | -     | 513,57 |
| 3.º           | Jonas Vingegaard | Jumbo-Visma           | 325   | 93,57  | -     | 418,57 |
| 4.º           | Simon Yates      | Jayco AlUla           | 275   | 59,29  | -     | 334,29 |
| 5.º           | Gino Mäder       | Bahrain Victorious    | 225   | 47,71  | -     | 272,71 |
| 6.º           | Neilson Powless  | EF Education-EasyPost | 175   | 40,71  | -     | 215,71 |
| 7.º           | Romain Bardet    | DSM                   | 150   | 28     | -     | 178    |
| 8.º           | Matteo Jorgenson | Movistar              | 125   | 27     | -     | 152    |
| 9.º           | Mads Pedersen    | Trek-Segafredo        | -     | 131,14 | 10    | 141,14 |
| 10.º          | Olav Kooij       | Jumbo-Visma           | -     | 133,57 | -     | 133,57 |